# Distretto di Khotang
Il distretto di Khotang (in nepalese खोटाङ जिल्ला ) è uno dei 77 distretti del Nepal, in seguito alla riforma costituzionale del 2015 fa parte della provincia di Koshi.
Il capoluogo è la città di Diktel.
Geograficamente il distretto appartiene alla zona collinare delle Mahabharat Lekh.
Il principale gruppo etnico presente nel distretto sono i Rai.

## Municipalità
Il distretto è diviso in dieci municipalità, due sono urbane e otto sono rurali.
| #  | Local body                  | Nepali     | Population (2011) | Area (KM2) |
| -- | --------------------------- | ---------- | ----------------- | ---------- |
| 1  | Diktel Rupakot Majhuwagadhi | रूपाकोट मझुवागढी | 46903             | 246.51     |
| 2  | Halesi Tuwachung            | हलेसी तुवाचुङ   | 29532             | 280.17     |
| 3  | Khotehang                   | खोटेहाङ       | 22474             | 164.09     |
| 4  | Diprung                     | दिप्रुङ       | 20175             | 136.48     |
| 5  | Aiselukharka                | ऐंसेलुखर्क     | 16097             | 125.93     |
| 6  | Jantedhunga                 | जन्तेढुँगा      | 15444             | 128.62     |
| 7  | Kepilasgadhi                | केपिलासगढी     | 15288             | 191.28     |
| 8  | Barahpokhari                | बराहपोखरी     | 14349             | 141.6      |
| 9  | Rawabesi                    | रावाबेसी       | 13369             | 97.44      |
| 10 | Sakela                      | साकेला        | 11594             | 97.99      |